# West Norwood
West Norwood is een wijk in het Londense bestuurlijke gebied Lambeth, in de regio Groot-Londen.